# Прелука-Веке
Прелука-Веке (рум. Preluca Veche) — село у повіті Марамуреш в Румунії. Входить до складу комуни Копалнік-Менештур.
Село розташоване на відстані 384 км на північний захід від Бухареста, 23 км на південний схід від Бая-Маре, 77 км на північ від Клуж-Напоки.

## Населення
За даними перепису населення 2002 року у селі проживала 391 особа, усі — румуни. Усі жителі села рідною мовою назвали румунську.